# Bryopolia boursini
Bryopolia boursini là một loài bướm đêm trong họ Noctuidae.